# Renče - Vogrsko
Vogrsko (IPA: [ˈvoːgərskɔ], olaszul: Voghersca IPA: [ˈvoˈːgerska]) város és község neve Szlovénia Goriška régiójában. A városi templomot Trieszti Szent Justusnak lett szentelve. A községet 2006. március 1-jén alapították, kiválasztva Nova Gorica községből.